# William Timmons
Pour les articles homonymes, voir Timmons.
William Richardson Timmons IV, né le 30 avril 1984 à Greenville (Caroline du Sud), est un homme politique américain. Membre du Parti républicain, il est élu de Caroline du Sud à la Chambre des représentants des États-Unis depuis 2019.

## Biographie

### Études et carrière professionnelle
William Timmons est né à Greenville, dans le nord de la Caroline du Sud,. Il est issu d'une famille aisée habitant la région depuis des générations. Il étudie à l'université George-Washington, où il décroche un baccalauréat universitaire en 2006, puis à l'université de Caroline du Sud, dont il sort diplômé en droit et affaires internationales en 2010. Pendant ses études, il travaille pour le sénateur du Tennessee Bill Frist. 
Il commence sa carrière professionnelle en tant que procureur dans des affaires de violences conjugales. Il travaille pendant quatre ans pour le bureau du procureur du 13e circuit. Il fonde par ailleurs plusieurs entreprises, notamment dans le domaine du sport (CrossFit, yoga, etc.). En 2018, il rejoint l'Army National Guard de Caroline du Sud en tant qu'officier du JAG.

### Carrière politique
En décembre 2015, Timmons entre en politique en annonçant sa candidature face au sénateur républicain Mike Fair, élu depuis plus de vingt ans. Levant davantage de fonds que Fair, il bat le sortant en juin 2016 puis remporte l'élection générale en novembre. Au Sénat de Caroline du Sud, il représente le 6e district, occupant le centre-est du comté de Greenville.
En janvier 2018, le représentant Trey Gowdy choisit de ne pas se représenter à la Chambre des représentants des États-Unis. Timmons annonce alors sa candidature dans le 4e district de Caroline du Sud, qui comprend l'essentiel des comtés de Greenville et de Spartanburg. Il se classe en deuxième position de la primaire républicaine avec 19 % des suffrages, arrivant derrière l'ancien sénateur ultraconservateur Lee Bright (25 %) et devançant de justesse le représentant Dan Hamilton. Durant l'entre deux tours, les deux candidats s'affrontent davantage sur leur style que sur leurs positions politiques ; Bright étant connu pour ses dérapages. Timmons remporte le second tour de la primaire avec 54,3 % des suffrages. Il devient alors le favori dans une circonscription qui, depuis 2000, a toujours offert plus de 60 % des voix au candidat républicain. Il est élu représentant des États-Unis avec 59,6 % des voix, devançant le démocrate Brandon Brown à 36,6 %. Il est réélu en 2020, 2022 et 2024.

## Positions politiques
Timmons est un républicain conservateur. Il est notamment opposé au mariage homosexuel et à l'avortement.